# Dieter Dengler
Dieter Dengler (22. maj 1938 – 7. februar 2001) var en tysk-født, amerikansk kamppilot under Vietnamkrigen.
Han var en af de to overlevende (ud af syv), efter en flugt  fra en Pathet Lao-fangelejr. Han blev reddet efter 23 dages flugt.
Hans Douglas A-1 Skyraider-propelfly blev skudt ned  1. februar 1966 over Laos, og han blev fanget af Pathet Lao-styrker dagen efter. Han blev sendt til en fangelejr, hvorfra han flygtede efter seks måneder, ved at have kapret våben og dræbt vogterne. Han flygtede fra lejren, og blev reddet af amerikanske styrker 23 dage senere. Da vejede han kun 98 pund (44,45 kg) ved en højde på 5 fod 9 inches (175 cm).
Dieter Dengler forblev i US Navy et år mere, hvorefter han blev amerikansk testpilot. Han overlevede 4 andre flystyrt, inden han  7. februar 2001 døde af en sjælden nervesygdom, amyotrofisk lateral sklerose.
Hans bedrift er filmatiseret i Rescue Dawn fra 2007, med Christian Bale i hovedrollen.